# Claude Joseph Rouget de Lisle

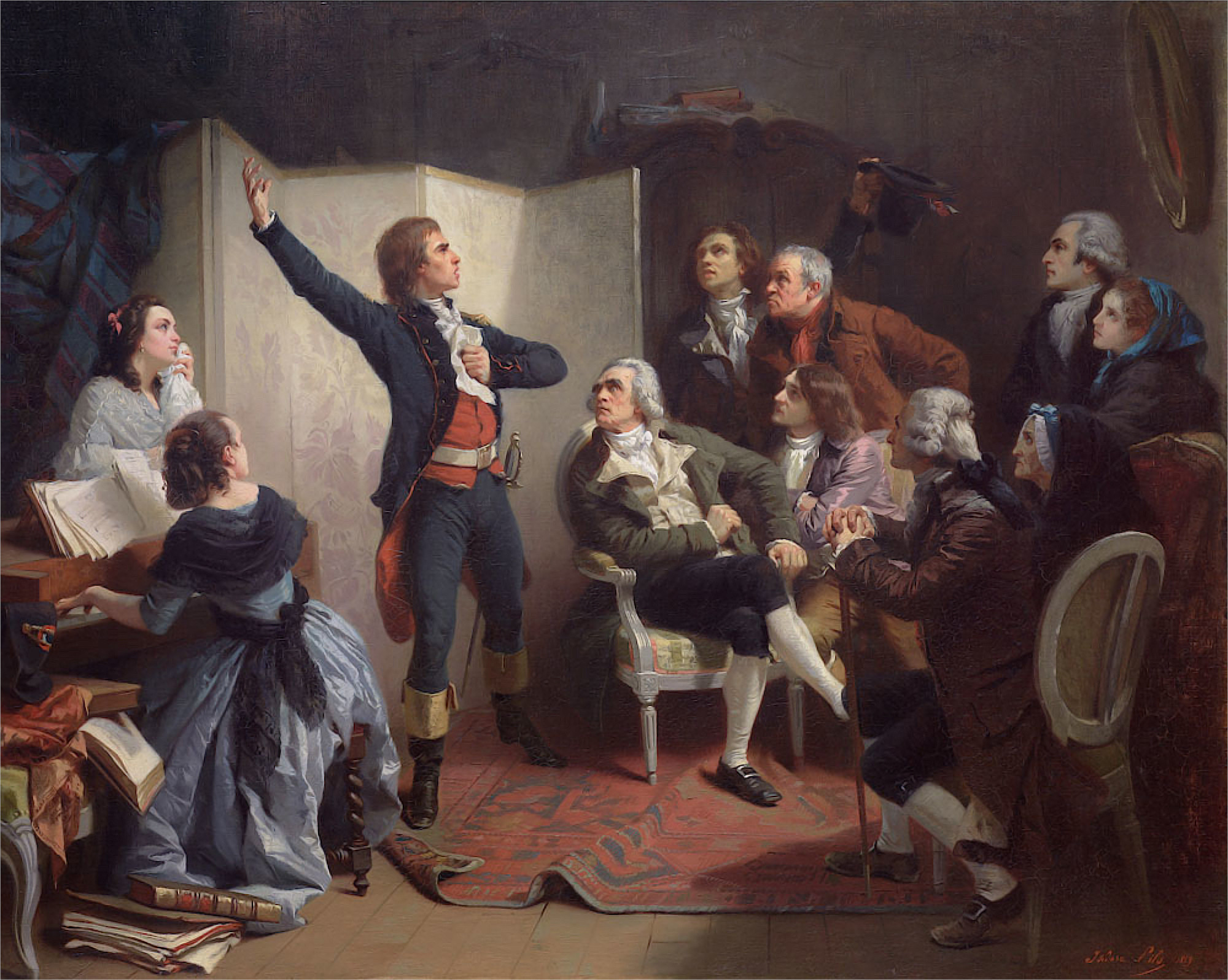
Rouget de Lisle, compositor de La Marsellesa, cantant-la per primera vegada

Claude Joseph Rouget de Lisle, o Rouget de Lisle (Lons-le-Saunier, 10 de maig de 1760 - Choisy-le-Roi, 26 de juny de 1836) va ser un militar i compositor francès, oficial del cos d'enginyers de l'exèrcit francès. Com a militar només va arribar a assolir la graduació de capità de l'exèrcit francès.
Llicenciat a l'Escola de Mézières, i destinat a Estrasburg, compon al saló de Philippe-Frédéric de Dietrich, alcalde de la ciutat le Chant de guerre pour l'armée du Rhin (Cant de Guerra per a l'Exèrcit del Rhin) el 25 d'abril de 1792. Aquest himne, cantat pel batalló dels marsellesos durant la seva marxa cap a París el juliol de 1792 és ràpidament rebatejat com La Marsellesa i el 14 de març de 1879 es convertirà en l'himne nacional francès. Empresonat durant el període de la Revolució Francesa conegut com el Règim del Terror i condemnat a mort, es diu que es va lliurar per ser l'autor d'aquest himne tan popular i patriòtic. Posteriorment va combatre a Vendée, va abandonar l'exèrcit el 1796 i va viure amb dificultat a Lons-le-Saunier. Lluís Felip I de França li havia concedit una petita pensió corresponent a la Legió d'Honor.
Les seves cendres van ser traslladades a l'Hôtel des Invalides el 1915. Tanmateix encara pot veure's la seva tomba al cementiri de Choisy-le-Roi, ciutat que el recorda amb una estàtua en el seu honor situada a la plaça que porta el seu nom.
En el núm. 24 actual de la rue du Commerce de Lons-le-Saunier va viure Rouget de Lisle. En aquesta ciutat hi ha un teatre que té un rellotge amb carilló que abans de donar les hores, toca la melodia de dos compassos de La Marsellesa.